# Ujazdów (powiat zamojski)
Ujazdów – wieś w Polsce położona w województwie lubelskim, w powiecie zamojskim, w gminie Nielisz.
W latach 1975–1998 miejscowość należała administracyjnie do województwa zamojskiego.
Wieś jest sołectwem w gminie Nielisz. Według Narodowego Spisu Powszechnego z roku 2011 wieś liczyła  mieszkańców.
Wierni Kościoła rzymskokatolickiego należą do parafii św. Jana Chrzciciela w Stawie Noakowskim.

## Części wsi
| SIMC    | Nazwa         | Rodzaj    |
| ------- | ------------- | --------- |
| 0895882 | Mrozowa Droga | część wsi |
| 0895899 | Ostatni Wygon | część wsi |
| 0895907 | Podlesie      | część wsi |
| 0895913 | Reforma       | część wsi |
| 0895936 | Stawki        | część wsi |
| 0895942 | Zalesie       | część wsi |

## Historia
Według Słownika geograficznego Królestwa Polskiego z roku 1892 Ujazdów stanowił wieś z folwarkiem nad rzeką Wieprzem, w powiecie zamojskim, gminie i parafii Nielisz, leży na południu przy
granicy powiatu, o 21 wiorst od Zamościa, o 7 wiorst od stacji pocztowej Chomęciska (dziś Chomęciska Duże i Małe), około roku 1884 wieś posiadała 65 domów 490 mieszkańców wyznania rzymskokatolickiego.
Spis z roku 1827 pokazał we wsi 31 domów zamieszkałych przez 162 mieszkańców.
Charakterystyka dóbr Ujazdów
Dobra Ujazdów stanowiły w końcu XIX wieku własność Bentkowskich, składały się w roku 1884 z folwarków Ujazdów i Staw Ujazdowski, attynencji Płonka posiadając rozległość mórg 1669, a w tym:
- Folwark Ujazdów grunta orne i ogrody mórg 451, łąk mórg 61, pastwiska mórg 14, lasu mórg 306, nieużytki stanowiły mórg 22. W folwarku budynków murowanych 3, drewnianych 14. Stosowany był płodozmian 14. polowy.
- Folwark Staw Ujazdowski z attynencją Płonka posiadał grutów ornych i ogrodów mórg 259, łąk mórg 82, pastwisk mórg 10, lasu mórg 433, nieużytki stanowiły mórg 26. Budynków drewnianych 13. Według noty słownika „lasy nieurządzone, ponadto w folwarku młyn wodny i cegielnia”.

Wieś Ujazdów posiadała wówczas osad 36, mórg 534 a wieś Staw Ujazdowski osad 22, mórg 238.